# Ханко (військово-морська база)
59°49′59″ пн. ш. 23°04′59″ сх. д. / 59.833° пн. ш. 23.083° сх. д.
Ханко (рос. военно-морская база Ханко; фін. Hangon vuokra-alue) — військово-морська база радянського Балтійського флоту на півострові Ханко, що існувала у 1940—1941 роках.

## Створення
12 березня 1940 року між Фінляндією та СРСР було підписано Московський мирний договір, який завершив Радянсько-фінську зимову війну 1939—1940 років. По одній з умов цього договору СРСР отримав в оренду частину півострова Ханко (Гангут), включаючи місто Ханко і його порт, і морську територію навколо нього, радіусом в 5 миль на південь і схід і в 3 милі на північ і захід, і ряд островів що примикають до нього, строком на 30 років для створення на ньому військово-морської бази, здатної обороняти вхід у Фінську затоку, захищаючи Ленінград. З метою охорони морської бази Радянському Союзу надавалося право утримувати там за свій рахунок необхідну кількість наземних і повітряних збройних сил.
Жителям Ханко було відведено 10 днів на те щоб залишити місто.
20 березня 1940 нарком ВМФ М. Г. Кузнєцов наказав командувачу Балтійським флотом сформувати військово-морську базу Ханко
2 квітня 1940 року з Ленінграда до Ханко відійшов перший караван суден з вантажем, матеріальною частиною артилерії та іншим майном. У місто прибуло 28000 радянських громадян, з яких 5000 були цивільними особами.

## Склад військ бази
- управління бази (командування і штаб, політвідділ)
- військовий порт 2-го розряду
- 3-й дивізіон ескадрених міноносців («Артем», «Володарський», «Карл Маркс», «Енгельс»)
- 2-й дивізіон базових тральщиків (Т-208, Т-210, Т-213)
- 26-й дивізіон підводних човнів (М-90, М-95, М-96, М-97)
- 2-й загін торпедних катерів (три ланки)
- ланка сторожових катерів (три катери типу МО-4)
- окремий артилерійський дивізіон (10 батарей: 9130-мм, 3100-мм і 18 45-мм гармат)
- ділянка ППО (61-й і 93-й артилерійські зенітні дивізіони)
- 8-а окрема стрілецька бригада
- змішаний авіаполк[1]

## Оборонні роботи
20 червня 1940 року було затверджено постанову Комітету Оборони при РНК СРСР «Про затвердження організації КБФ і заходи щодо посилення оборони західних районів Фінської затоки» і заходи що намічалися «для створення організації ППО на півострові Ханко і забезпечення будівництва берегової оборони на островах Езель, Даго і південному узбережжі Ірбенської протоки».
28 липня Головна військова рада ВМФ СРСР розглянула і схвалила план оборони в Прибалтиці і на Ханко, розроблений комісією І. І. Грена і затвердила план військово-будівельних робіт по військово-морській базі Ханко. Для його виконання був створений третій особливий будівельний відділ (начальник Г. С. Дубовський).
За короткий час радянські військові зміцнили орендовану територію. На Ханко були передислоковані дві великокаліберні залізничні батареї калібру 305 і 180 міліметрів, також були побудовані і введені в дію два артилерійських дивізіони берегової оборони. На острові Руссааре будувалася 305-мм баштова чотиригарматна батарея, яка по введенню в дію мала стати основою артилерійської оборони бази в морському секторі (до червня 1941 року було готові тільки котловани під вежі).
На перешийку, що з'єднував півострів з материком, була створена система сухопутної і протидесантної оборони, що базувалась на дотах, дзотах і надовбах, щільно розташовані по фронту і ешелоновані в глибину (їх було побудовано 190). Був проритий протитанковий рів і встановлені дротяні загородження. Сухопутну оборону бази становили система загороджень на кордоні орендованої зони, два обладнаних оборонних рубежі і два рубежі безпосередньої оборони самого міста Ханко, один з яких був звернений фронтом до моря і фактично був кордоном протидесантної оборони. Розміри території бази виключали можливість досягнення достатньої глибини всієї оборонної системи, але дозволяли створити значну щільність оборони
По інший бік кордону, за селом Лаппохья, фінські солдати звели свою лінію оборони. . Завданням цієї 40-кілометрової лінії Харпарског (фін. Harparskogin linja) було запобігання прориву радянських військ до Турку, Гельсінкі і Тампере.
У перших числах червня 1941 року стан військово-морської бази перевіряли командувач військами Ленінградського військового округу генерал-лейтенант М. М. Попов, начальник штабу округу генерал-майор Д. М. Никішев, командувач Червонопрапорного Балтійського флоту віце-адмірал В. П. Трибуц і представник військового відділу ЦК ВКП (б) Н. В. Малишев. Прибулі оглянули будівництво дотів, берегову батарею на острові Хест-Бюссе і ряд інших об'єктів
На півострові до початку війни перебувала 8-а стрілецька бригада під командуванням полковника М. П. Симоняк, посилена артилерійським полком, зенітним артилерійським дивізіоном, танковим і саперним батальйоном, а також батальйоном зв'язку. Сектор берегової оборони мав кілька залізничних та стаціонарних батарей з гарматами калібром від 305 до 45 мм. Протиповітряна оборона бази складалася з дванадцяти 76-мм батарей і авіаескадрильї (11 літаків І-153 та І-15). У безпосередньому підпорядкуванні бази знаходилися 3 сторожових катери «МО-4» і кілька малих катерів. Загальна чисельність гарнізону бази становила 25300 чоловік.
Незважаючи на стратегічно вигідне розташування бази, ні есмінці, ні тральщики до війни не мали в ній постійного базування. До початку війни в базі знаходилося лише чотири підводні човни: один перебувала в дозорі, решта ремонтувалися в Талліні.
Тринадцятий винищувальний полк, що нараховує 60 літаків, що базувався на базі в червні 1941 року залишив на Ханко тільки одну ескадрилью І-153, інші три ескадрильї під Ленінградом отримували нові літаки. Крім того, на Ханко розміщувалася 81-а окрема авіаційна ескадрилья (ОАЕ) гідролітаків МБР-2.

## ІІ Світова війна
22 червня 1941 року, після початку операції «Барбаросса» військово-повітряні сили і військово-морські сили Німеччини атакували базу. 25 червня 1941 після початку радянсько-фінської війни до бойових дій проти бази приєдналися війська Фінляндії.
У жовтні-грудні 1941 року захисники бази  евакуйовані по морю в Ленінград і Кронштадт. При цьому відбувся підрив на своїх же мінах радянського турбоелектрохода «Йосип Сталін», який використовувався як військовий транспорт «ВТ-521» і на борту якого, попри розрахункові 512 осіб пасажирів, знаходилося 5 589 військовослужбовців Червоної Армії (за іншими відомостями на борту перебували не тільки військовослужбовці, а й жінки з дітьми, евакуйованих з Ханко).